# XL Airways France
XL Airways France war eine französische Charterfluggesellschaft mit Sitz in Paris und Basis auf dem Flughafen Paris-Charles-de-Gaulle. Sie stellte am 4. Oktober 2019 endgültig den Flugbetrieb ein.

## Geschichte

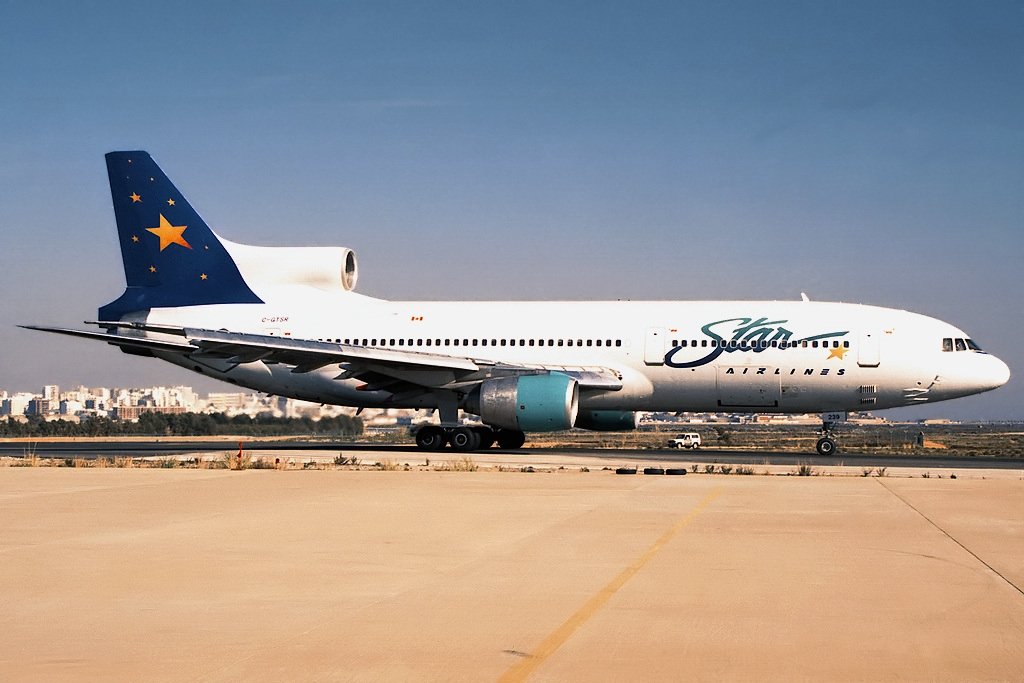
Lockheed L-1011-500 TriStar der Star Airlines im Jahr 1999

XL Airways France wurde 1995 von Cédric Pastrour unter dem Namen Star Europe gegründet. Der französische Reiseveranstalter Look Voyages hielt anfangs eine Beteiligung in Höhe von 58,6 % an der Gesellschaft. Die Betriebsaufnahme erfolgte am 20. Dezember 1995 mit einem Flug von Lyon nach Teneriffa. Anfänglich setzte das Unternehmen eine Boeing 737-300 ein. Zwei 737-400 ergänzten im April 1996 die Flotte. Zwischen Dezember 1996 und März 1997 führte Star Europe erstmals Langstreckenflüge vom Flughafen Paris-Charles-de-Gaulle in die Karibik durch. Eingesetzt wurde dabei eine McDonnell Douglas MD-11, die das Unternehmen von der belgischen City Bird gemietet hatte. Im Verlauf des Jahres 1997 ersetzte die Gesellschaft ihre Boeing 737 durch fünf Airbus A320-200. Im Oktober 1997 änderte das Unternehmen seinen Namen zu Star Airlines. Im Jahr 1998 übernahm die kanadische Konzerngruppe Transat AT, die auch die Fluggesellschaft Air Transat betreibt, eine Mehrheitsbeteiligung an der Star Airlines.
Im Jahr 2002 erhielt Star Airlines ihren ersten Airbus A330.
Star Airlines wurde 2006 von der im Vereinigten Königreich ansässigen XL Leisure Group aufgekauft und am 23. November 2006 in XL Airways France umbenannt. XL Airways France und die Schwestergesellschaft XL Airways Germany wurden von der Straumur Investment Bank aufgekauft, nachdem die XL Leisure Group 2008 in Insolvenz ging. XL Airways UK stellte hingegen den Betrieb 2008 ein, XL Airways Germany folgte 2012, womit XL Airways France danach die letzte Gesellschaft dieser Gruppe darstellte. Sie stellte den Flugbetrieb am 30. September 2019 ein.

## Flugziele
XL Airways France flog Ziele in Nordamerika sowie in der Karibik und im Indischen Ozean an.

## Flotte

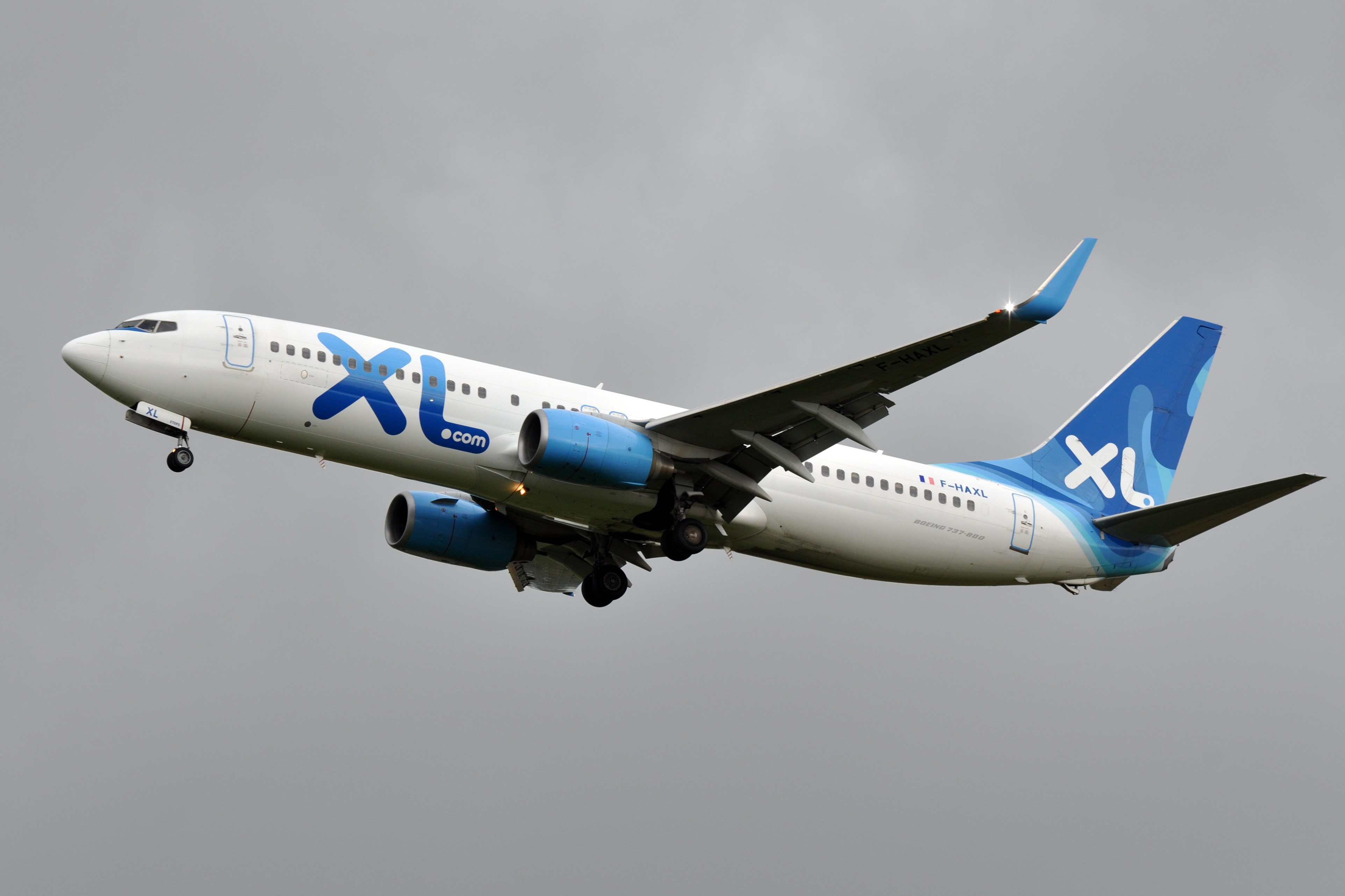
Boeing 737-800 der XL Airways France

Mit Stand März 2019 bestand die Flotte der XL Airways France aus vier Flugzeugen mit einem Durchschnittsalter von 13,0 Jahren.
| Flugzeugtyp     | Anzahl | bestellt | Anmerkungen | Sitzplätze (Business/Economy) |
| --------------- | ------ | -------- | ----------- | ----------------------------- |
| Airbus A330-200 | 3      |          |             | 364 (31/343)                  |
| Airbus A330-330 | 1      |          |             | 408 (-/408)                   |
| Airbus A330-900 |        | 02       |             | 400 (-/400)                   |
| Gesamt          | 4      | 2        |             |                               |